# Tatjana Sergejewna Warscher
Tatjana Sergejewna Warscher (russisch Татьяна Сергеевна Варшер, in Italien Tatjana Warsher; * 19. Junijul. / 1. Juli 1880greg. in Moskau; † 2. Dezember 1960 in Rom) war eine russische, später italienische Klassische Archäologin. Sie widmete sich intensiv der Erforschung der pompejanischen Wandmalerei.

## Leben und Leistungen
Warscher stammte aus einer adligen Familie jüdischer Herkunft. Ihre Eltern  waren der Literaturhistoriker Sergei Warscher und die Französin Nina Depelnor. Nach dem Tod des Vaters 1889 wurde die Familie durch einen Freund der Mutter, den liberalen Politiker und Archäologie-Freund Pawel Miljukow, unterstützt.
Von 1898 bis 1901 studierte Warscher in St. Petersburg in den Höheren Bestuschew-Kursen für Frauen insbesondere bei dem Historiker Michael Rostovtzeff. Durch Miljukow kam sie in Kontakt mit liberalen Kreisen St. Petersburgs. Sie beteiligte sich 1900 an der Auseinandersetzung um ein antisemitisches Theaterstück Wiktor Krylows. Als eine Gruppe von Studenten die Premiere des Stückes zu verhindern versuchte und weitere Unruhen im Lande folgten, wurden viele der protestierenden Studenten verhaftet und vom weiteren Studium ausgeschlossen. Warscher blieb dies dank des persönlichen Einsatzes von Professoren erspart.
Ab 1907 arbeitete Warscher als Lehrerin in Riga. Sie heiratete 1911 den örtlichen Arzt Suslow. Auf der Hochzeitsreise besuchten sie Pompeji, wo sie ihre ersten Fotografien von Ausgrabungen machte. Nach dem frühen Tod ihres Mannes 1913 kehrte sie nach St. Petersburg zurück, studierte weiter bei Rostovtzeff und betätigte sich journalistisch. In Verbindung mit Miljukows Kadetten schrieb sie auch über politische Themen. Sie heiratete erneut, nun den verwitweten Bruder ihres ersten Mannes.
Nach der Oktoberrevolution im Bürgerkrieg wurde Warschers Mann 1917 wegen Unterstützung der Weißen Bewegung erschossen. Sie floh in den Norden und unterrichtete dann in Mädchenschulen in Archangelsk, Riga und Dorpat. Sie arbeitete für die russischsprachige Presse in Riga und war Korrespondentin der Berliner Emigrantenzeitung Rul sowie der Pariser Poslednije nowosti. Ein Buch mit ihren Erinnerungen an die Revolutions- und Bürgerkriegsjahre erschien 1923.
Nach dem Sieg der Bolschewiki verließ Warscher 1921 die RSFSR und nahm an der Universität zu Berlin bei den Pompeji-Forschern Ferdinand Noack und Gerhart Rodenwaldt wieder ihr Studium auf. In Paris traf sie 1923 den emigrierten Rostovtzeff wieder, der ihr nahelegte, in Pompeji zu forschen. Zudem vermittelte er ihr Arbeit am Abteilung Rom des Deutschen Archäologischen Instituts und der American Academy in Rome.
In Rom begann Warscher ihr Hauptwerk The social and Economic History of the Roman Empire auf der Grundlage unveröffentlichter Grabungsergebnisse aus Pompeji. Ihr Buch Pompeji. Ein Führer durch die Ruinen wurde 1925 ins Englische übersetzt. Aus ihren vielen Manuskriptbänden entstand ab 1937 der Codex Topographicus Pompeianus. Bis zu ihrem Tod 1960 entstanden 37 Bände des Katalogs der pompejanischen Wandbilder.

## Veröffentlichungen (Auswahl)
- Pompeji. Ein Führer durch die Ruinen. De Gruyter, Berlin 1925.
- Pompeii in three hours. Industria Tipografica Imperia, Rom 1930.